# 石村善助
石村 善助（いしむら ぜんすけ、1924年（大正13年）9月14日 - 2006年7月30日）は、日本の法学者。専門は、民法・法社会学。学位は、比較法修士（Master of Comparative Law (M.Comp.L.)）、法学博士（東京大学・論文博士・1961年）。東京都立大学名誉教授。2003年4月、勲三等瑞宝章受章。

## 人物・来歴
福岡県福岡市生まれ。誕生日（9月14日）がオイゲン・エールリッヒと同一である。実家は福岡市の土産菓子として知られる鶴乃子などを製造販売する石村萬盛堂。
東京帝国大学在学中の勤労動員で静岡県の山村に滞在時、学生の状況を知るため巡回していた教授陣の一員であった川島武宜と出会う。農山漁村を実態調査したばかりだという川島の話に魅了された石村は、戦後、指導教授として川島に師事する。
民法、とりわけ婚姻や養子など家族法を研究の出発点としたが、偶然見学した小炭鉱の実態に驚き、その調査を始めることを端緒に法社会学の領域に入る。
それ以来、エールリッヒに影響された当時の一般的傾向に従い、日本社会の法慣習（家族、土地、林野、入会、温泉、鉱山等）の調査、その後、法現象、中でも裁判・弁護士研究、立法や法意識といった問題に関心を向け、計量的方法を応用するなど、一貫して「実証研究」を主とする研究を行う。
他方、「生ける法」の探求に傾斜した研究法に対して「法会学は何をなすべきか」、また、古典法社会学に関する石村自身の理解への疑問に、 シカゴ大学ロー・スクールに留学した時に、マックス・ラインシュタインやニコラス・ティマーシェフから学び、示唆されて志した「固有の法社会学」、すなわち、川島の「法の社会制御モデル」を膨らませ、さらにエールリッヒやマックス・ウェーバーなどの古典家に対する理解をも付加した「システムとしての法」として理論的再構築を行うことを以て答えた。
モットーはラインシュタインの言辞でもある「Challengingであれ」。

## 略歴
- 1924年9月 - 福岡県福岡市に生まれる
- 福岡市立福岡商業学校（現：福岡市立福翔高等学校）入学後、福岡県立福岡中学校（現：福岡県立福岡高等学校）に転校、卒業
- 1943年10月 - 東京帝国大学法学部政治学科入学
- 1946年9月 - 同上卒業
- 1947年4月 - 東京帝国大学法学部助手
- 1950年4月 - 東京都立大学人文学部専任講師
- 1954年10月 - 東京都立大学人文学部助教授
- 1957年4月 - 東京都立大学法経学部助教授
- 1959年4月 - 東京都立大学法経学部教授
- 1961年7月 - 学位論文「鉱業権の研究」）で、東京大学より法学博士の学位を取得。
- 1962年9月 - シカゴ大学・ロー・スクールに留学（1963年12月まで）
- 1964年
  - 3月 - 比較法修士（M.Comp.L.）（シカゴ大学ロー・スクール）
  - 8月 - カリフォルニア大学バークレー「法と社会」研究センターおよびコロンビア大学社会学部滞在（ 1965年8月まで）
- 1966年4月 - 東京都立大学法学部教授
- 1970年9月 - 第七回「国際社会学会」（ブルガリア・ヴァルナ市）出席およびコーネル大学滞在（1971年8月まで）
- 1979年10月 - カリフォルニア大学バークレー「法と社会」研究センター滞在（ 1980年7月まで）
- 1985年
  - 3月 - 東京都立大学退職
  - 4月 - 専修大学法学部教授
  - 6月 - 東京都立大学名誉教授
- 1991年4月 - 専修大学大学院法学研究科長（ 1993年3月まで）
- 1995年
  - 3月 - 専修大学法学部教授定年退職
  - 8月 - 第31回国際・法社会学学術大会（東京大学）

```
  [The Annual Meeting of Research Committee on Sociology of Law, International Sociological Association for the year of 1995（ISA 
RCSL
95）] 実行委員長
```

- 2003年4月 - 勲三等瑞宝章受章
- 2006年7月 - 東京都内の病院で逝去。享年82

## エピソード
若き日、農山村調査に熱中していた頃、原田慶吉から「それで学問になりますか?」と問われショックを受けた一方で、研究を続けて行くための励みになったという。

## 著書
- 『鉱業権の研究』（勁草書房、1960年）
- 『現代のプロフェッション』（至誠堂、1969年）
- 『民法――総則・物権法』（法政大学出版局、1978年）
- 『法社会学序説』（岩波書店、1983年）

## 共編著
- 『日本の農村』（渡辺洋三、潮見俊隆、中尾英俊、大島太郎共著）』（岩波書店、1957年）
- 『法社会学教材』（六本佳平共編）』（東京大学出版会、1976年）
- 『責任と罪の意識構造』（所一彦、西村春夫共編著）（多賀出版、1986年）
- 『法情報学要論』（良永和隆、日高義博、井上大共著）（専修大学出版局、1991年）

## 論文
- 「婚姻の時および所－婚姻届についての実証的研究」（ 法律時報二一巻三号、1949年）
- 「牧野の法社会学的研究」（近藤康男編 『牧野の研究』 東京大学出版会、1959年）
- 「法人有林野」（『川島武宜、潮見俊隆、渡辺洋三 編 入会権の解体・第一巻』 岩波書店、1959年）
- 「内縁解消と財産分与」（『中川善之助教授還暦記念 家族法大系II 婚姻』 有斐閣、1959年）
- 「『固有の法社会学』の領域について(一)(二)」（東京都立大学・法学会雑誌七巻一号・八巻一号、1966-1967年）
- 「裁判過程の研究」（『碧海純一編 現代法学の方法』岩波講座現代法 15 岩波書店、1967年）
- 「ティマーシェフ、アメリカの法社会学 他」（『（川島武宜編 法社会学講座』 岩波書店、1972年）
- 「世界の法社会学」（千葉正士と共編 法律時報 連載、1967-1986年）
- 「法社会学」（『法学セミナー増刊「法学入門」』 日本評論社、1984年）
- 「法社会学の対象」（専修大学法学研究所所報 No.6、1989年）
- 「法学基礎教育における実験」（法律時報六五巻一一号、1993年）

など

## 訳書
- ティマーシェフ『法社会学』（川島武宜、早川武夫と共訳）（東京大学出版会、1968年）
- ダネルスキー『国民審査－日本における最高裁判所と国民の間に関する』（『（川島武宜編 法社会学講座』 岩波書店、1972年）
- フリードマン『法と社会』（至誠堂、1980年）

など

## 調査報告書
- 「都下山村自治の実態調査報告書－西多摩郡檜原村について」（東京都総務局総務部企画課、1957年）
- 「責任と罰に関する日米比較文化的研究（責任研究会）」（日本学術振興会、1982年）

など

## その他
- 「アメリカ法社会学の脈動」（川島武宜と対談）（法律時報、1964年）
- 「弁護士のプロフェッション性をめぐって」（法律新聞、1978年）
- 「Public profession of law.」（ジュリスト、1985年）
- 「『法』の社会制御モデルについて」（川島法社会学を語る）（法律時報、1993年）
- 「旅の日の先生（川島武宜先生を偲ぶ）」 （同編集委員会）（クレイム研究、1994年）

など

## 欧文著作
- Empirical Jurisprudence in Japan, in Glendon Schubert and David J. Danelski (eds.), Comparative Judicial Behavior,' Oxford University Press.（1969）
- Public Attitude toward the Supreme Court of Japan, A Paper presented to the World Congress of Sociology, International Sociological Association, Research Committee on the Sociology of Law, Toronto, Canada.（1974）
- Lawyer's Role in the Judicial Process, A Paper presented to the International Sociological Association, Research Committee on the Sociology of Law, Symposium on Theory in the Sociology of Law, Tokyo and Hakone, September, 1975 .（1975）
- Success of failure of Social Control through Law in post-war Japan. in “Laws and Rights” Proceedings of the International Congress of Sociology of Law for the Ninth Centenary of the University of Bologna. ed. by Vincenzo Ferrari. (Milano, Italy) (1991) 203-218.（1991）

など

## 記念論集
- 『法社会学コロキウム 石村善助先生古稀記念論文集』（同編集委員会。宮澤節生、神長百合子 編集代表）（日本評論社、1996年）